# Привокзальний майдан (Харків)
Привокза́льний майдáн — майдан у Харкові перед центральним залізничним вокзалом Харків-Пасажирський, який носить назву на його честь.

## Історія
Майдан виник наприкінці XIX століття на місці колишньої шовковичної плантації. Перша задокументована назва місцевості — Архієрейська левада. Після того, як у 1860-ті роки було побудовану першу залізничну станцію, територія колишньої Архієрейської левади стала перетворюватися на залізничне містечко.
В 1912—1914 споруджено будинок Управління Південних залізниць, який остаточно намітив контури теперішнього майдану.
У подальшому Привокзальний майдан зазнавав змін та перепланування. Так, у перші післявоєнні роки на майдані було трамвайне коло, яке наприкінці 1950-х років XX століття було перенесено за будинок Управління Південної залізниці. Тоді ж було зведено нову будівлю вокзалу, виконану в стилі сталінського монументалізму.
У 2000-ні споруджено фонтан та кафе і з тих пір він перетворився зі звичайного майдану перед вокзалом на місце для відпочинку та проведення урочистостей у святкові дні. За традицією, на новорочні свята на майдані встановлюється новорічна ялинка.
На майдан є вихід зі станції метро «Вокзальна». До різних частин Харкова від майдану відходять маршрутні таксі.
Привокзальний майдан є кінцевою зупинкою для трамвайних маршрутів:
- № 1 (на Іванівку);
- № 7 (до Малої Данилівки, Новоселівки);
- № 12 (до Лісопарку);
- № 20 (до Олексіївки).

Поруч з вокзалом, по Полтавському Шляху, пролягає трамвайний маршрут № 3 «Залютине — Новожанове».

## Галерея

Святковий новорічний Привокзальний майдан

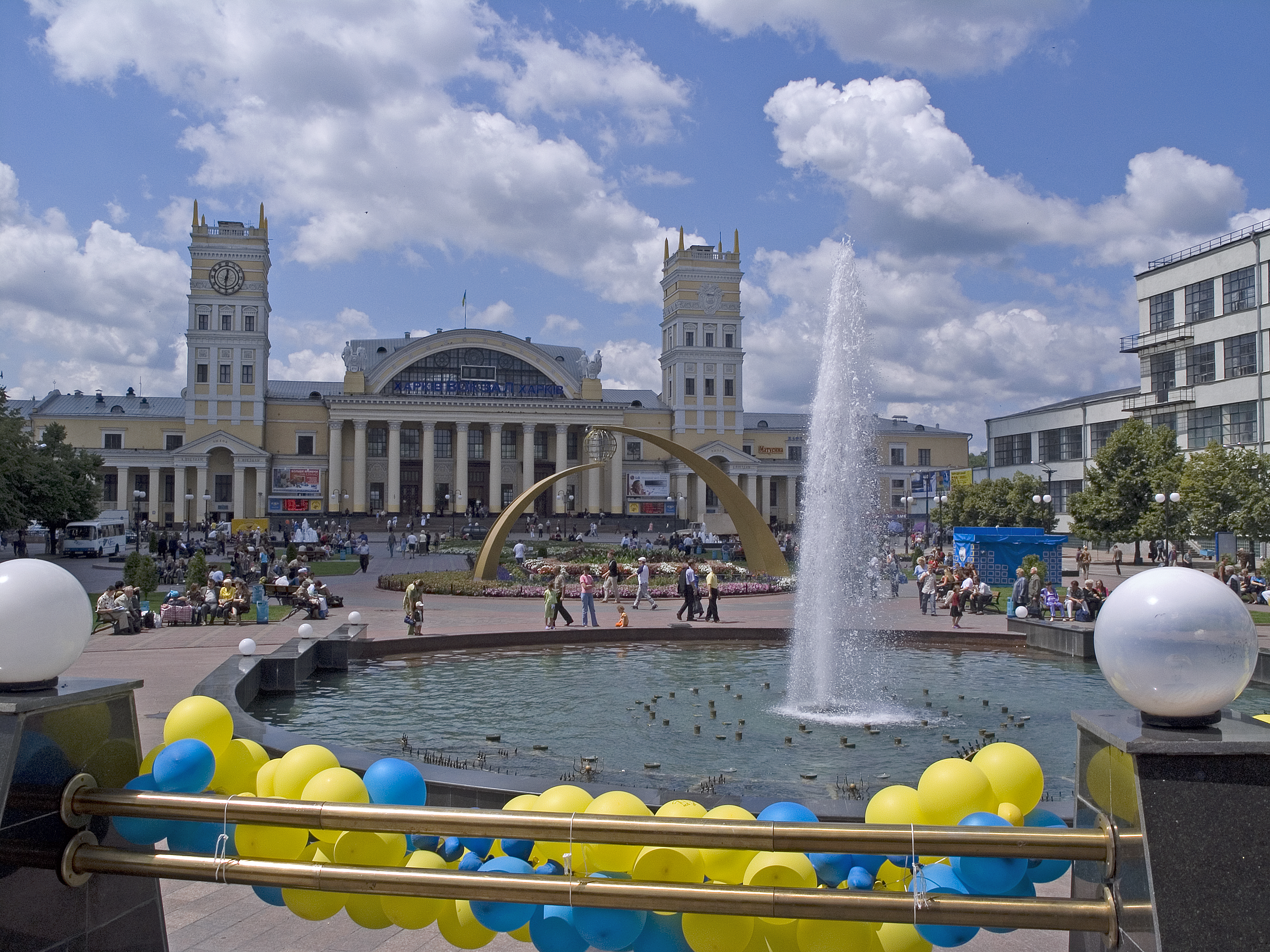
Фонтан
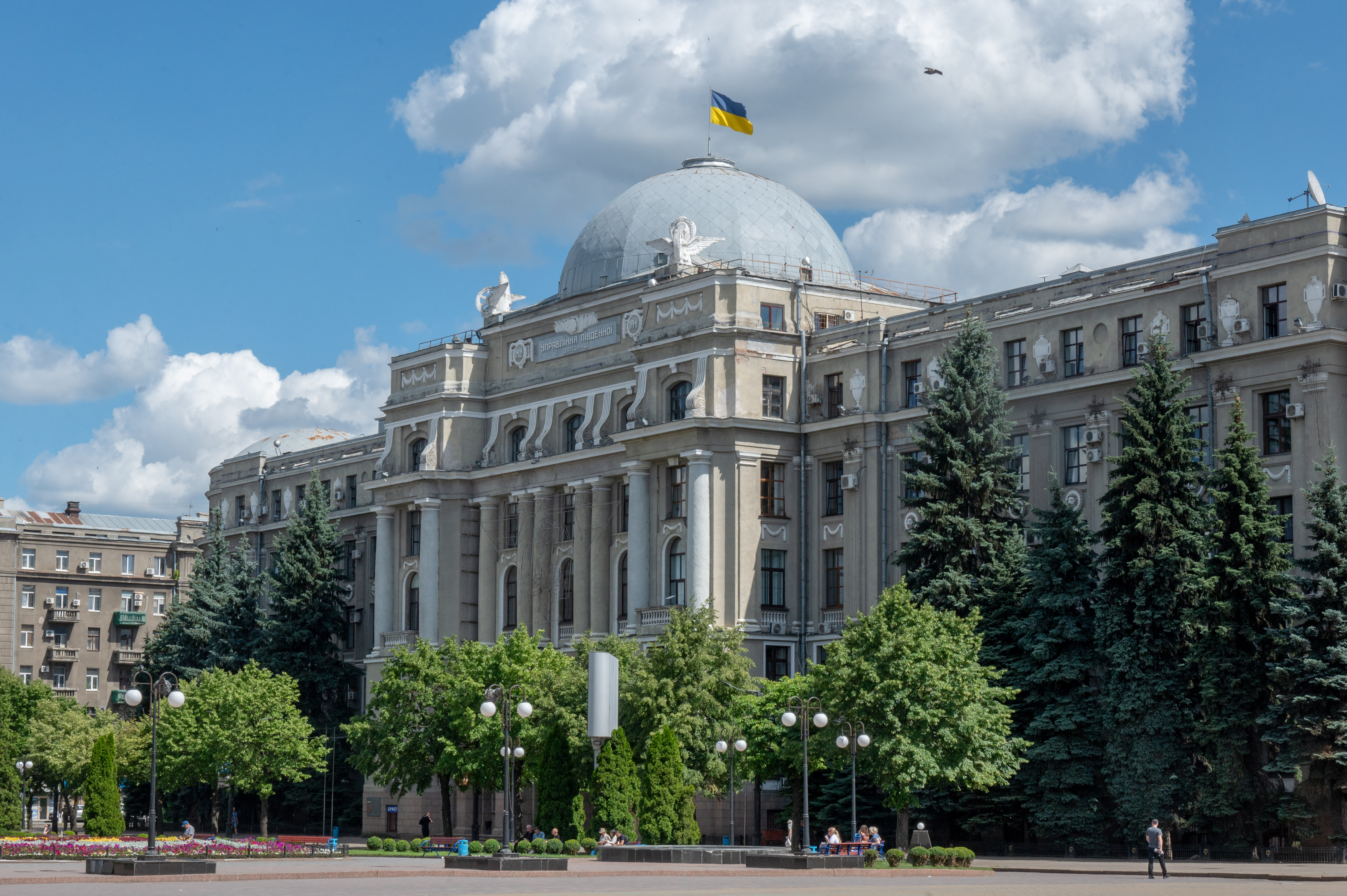
Управління Південної залізниці
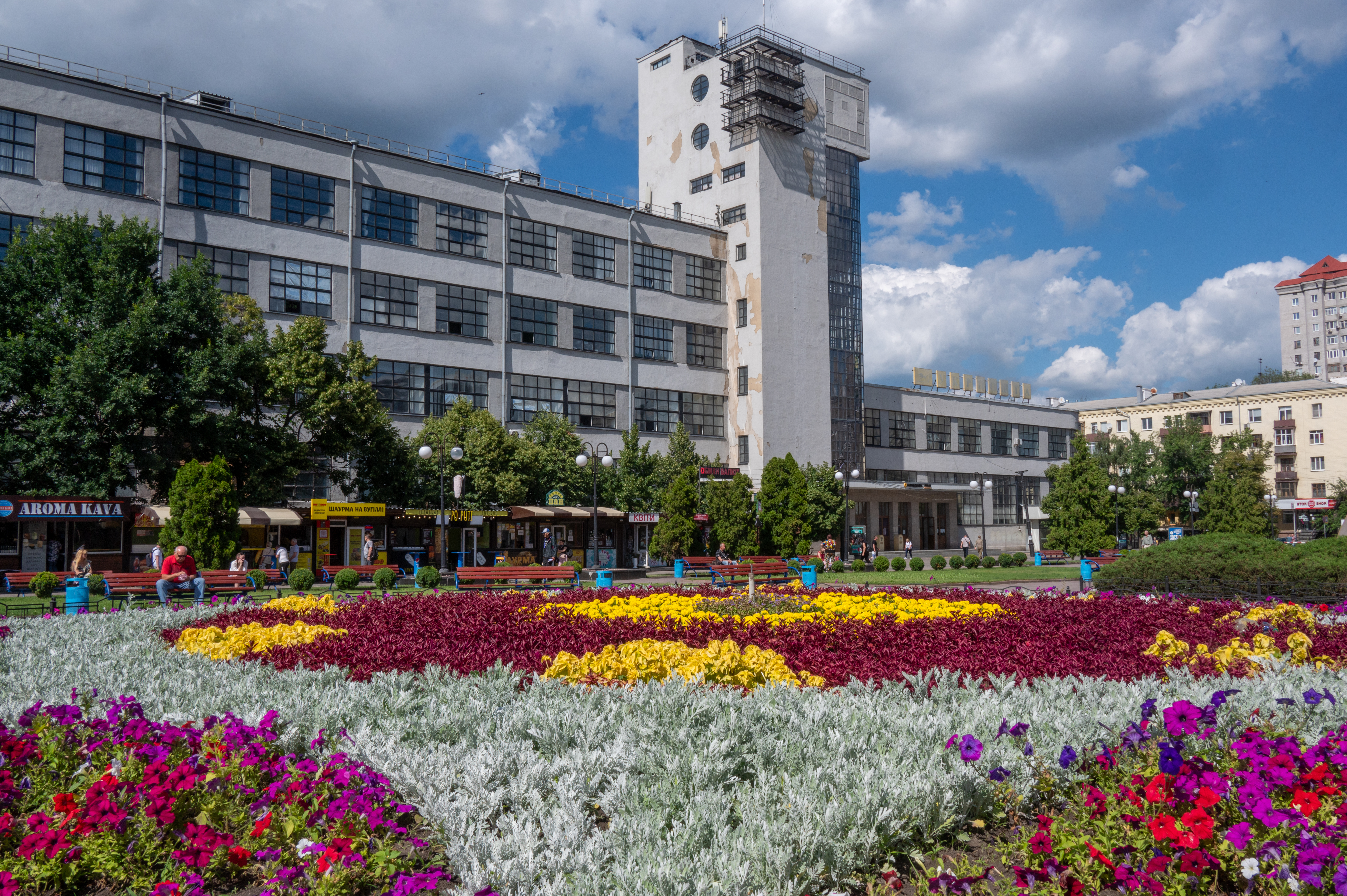
Колишній головний поштамт